# 血泪洒黄华碑
血泪洒黄华碑，位于中国广东省广州市越秀区建设街道黄华路中约外街，为广州市的一个市、县级文物保护单位，类型为近现代重要史迹及代表性建筑，公布时间为1993年8月。
血泪洒黄华碑的历史年代为1946。